# New Lanark
New Lanark in Schottland, südlich von Lanark in der Grafschaft South Lanarkshire gelegen, ist ein ehemaliges Baumwollfabrikationszentrum am Fluss Clyde, das 1785 vom Textilkaufmann David Dale als neuartige Industriesiedlung gebaut wurde. Der Standort war ideal, weil das durch eine enge Schlucht schießende Wasser des Clyde zum Antrieb genutzt werden konnte.

## Geschichte
Berühmt wurde New Lanark durch die visionären Ideen von Dales Schwiegersohn und Nachfolger Robert Owen (1771–1858), der den Betrieb von 1800 bis 1825 führte. Owen vertrat die Ansicht, dass Arbeiter mit besseren sozialen Bedingungen zur Steigerung des Produktionsprozesses beitragen. Er veränderte Arbeiten und Leben in der Baumwollfabrik, unter anderem durch den Bau einer Schule für die Kinder der Arbeiter, Einschränkung von Kinderarbeit, Abschaffung von Prügelstrafen, Pensionsversicherung und einer Art Krankenversicherung. Auf dem Gelände gab es einen Dorfladen, dessen Preise nur wenig über dem Großhandelspreis lagen. Das „Institute for the Formation of Character“ war der soziale Mittelpunkt in Owens Gemeinde. Dort waren eine Bibliothek mit Lesesaal sowie eine Werkskantine und Räumlichkeiten für religiöse Versammlungen und andere Veranstaltungen untergebracht.
Die Stilllegung der Textilfabrik erfolgte 1968. Zwischen der Stilllegung des Werkes und der Gründung des New Lanark Conservation Trust im Jahr 1975 wurden die Werksanlagen als Schrottplatz genutzt. Die Gebäude verfielen stark. Der New Lanark Conservation Trust wurde mit dem Ziel der Instandsetzung und Restauration des ehemaligen Fabrikgeländes gegründet. Die Anlage steht unter Denkmalschutz und ist für die Öffentlichkeit zugänglich. Zu besuchen sind die Spinnerei selbst, das Schulgebäude, das Millworker’s House mit Arbeiterwohnungen aus der Zeit um 1820 und 1930, ein Dorfladen, sowie das Wohnhaus Robert Owens. Höhepunkt der Ausstellung ist das preisgekrönte Besucherzentrum (im ehemaligen Institute for the Formation of Character untergebracht) mit der New Millennium Experience Fahrt, einer audiovisuellen Vorführung der Annie McLeod’s Story, das vom Leben eines Fabrikmädchens in der Ära Robert Owen erzählt. Weiters kann die Schlucht mit den spektakulären Wasserfällen erwandert werden. Die Einnahmen des New Lanark Conservation Trust werden für laufende Instandhaltungsarbeiten im Areal verwendet.
In einem älteren Gebäudekomplex des Fabrikgebäudes („New Lanark Mühle Nr. 1“ aus dem 18. Jahrhundert) befindet sich heute das New Lanark Mill Hotel und in den ehemaligen Water Houses wurden acht Ferienhäuser eingerichtet. Der Trakt mit den ehemaligen Arbeiterwohnungen wurde saniert und in moderne Wohneinheiten umgewandelt, in denen derzeit etwa 200 Menschen leben.
Im Dezember 2001 wurde die Anlage von der UNESCO zum Weltkulturerbe erklärt.
New Lanark ist Ankerpunkt der Europäischen Route der Industriekultur (ERIH).

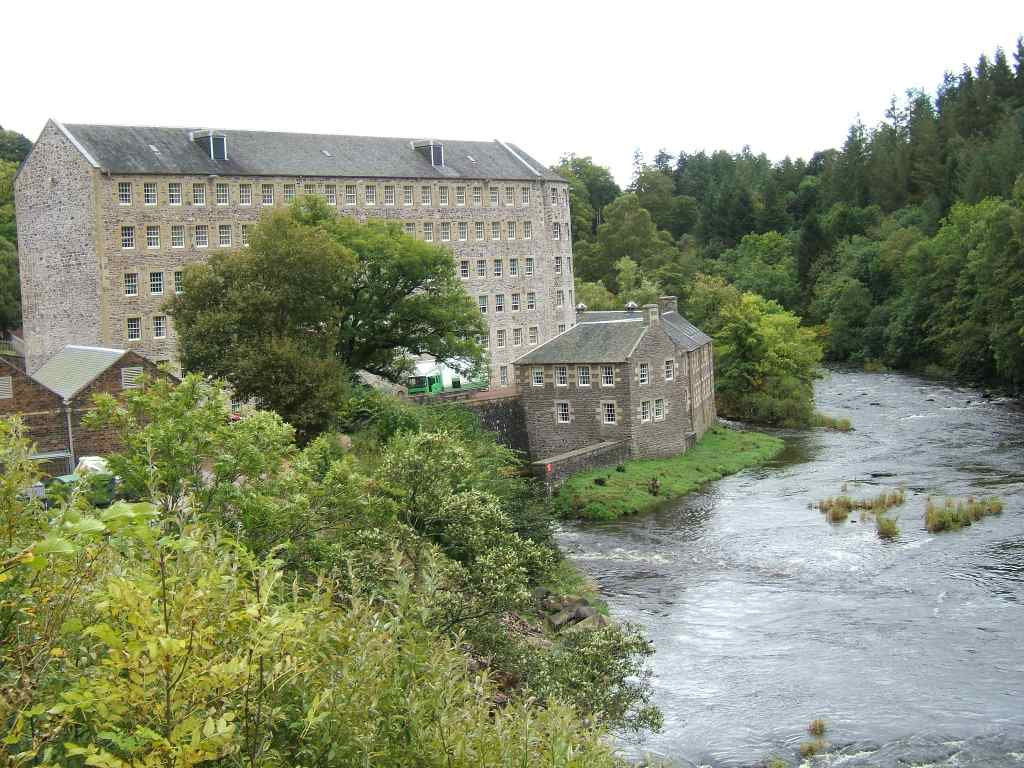
Lanark Mill Hotel und Waterhouses am River Clyde
New Lanark Museum